# Togninia novae-zealandiae
Togninia novae-zealandiae är en svampart som beskrevs av Georg Hausner, Eyjólfsd. & J. Reid 1992. Togninia novae-zealandiae ingår i släktet Togninia och familjen Togniniaceae.   Inga underarter finns listade i Catalogue of Life.